# 船床定男
船床 定男（ふなとこ さだお、1932年2月5日 - 1972年2月22日）は、京都府出身の演出家、映画監督。本名荒井定男。妻は日本舞踊家の花柳寿位彦（本名・荒井満枝）。
日本初の「連続テレビ映画」番組である『月光仮面』を演出するなど、日本のテレビ黎明期において多くのテレビドラマを演出したことで知られ、14年間で約600本を監督した。

## 来歴・人物
国民学校高等科卒業後、演劇青年となり、1952年に加藤泰らの「劇団こうもり座」に参加。その後、映画の世界に入り、加藤泰、伊藤大輔に師事する。
1958年に宣弘社が製作し、同じ独立プロダクション「綜芸プロ」に所属していた西村俊一が企画した日本初の「連続テレビ映画」である『月光仮面』を、監督経験のないまま26歳の若さで初演出。低予算の上「ワンカット28秒しか撮影できないカメラ」という制約の元で「スピーディーな演出」と「早撮り」の才能を発揮してヒット作品とした。
続いて『快傑ハリマオ』『隠密剣士』など宣弘社作品を中心に多くのテレビドラマを監督。
1967年には自身初の特撮ヒーロー物である『マグマ大使』のシリーズ後半より監督。その後も多くの作品の演出を続けたが、1970年のテレビドラマ『青春太閤記 いまにみておれ!』の演出前後に舌癌を発症。その後も治療を続けながら『ガッツジュン』などを監督したが、1972年に40歳の若さで死去。戒名の「月光院明世日定居士」は「『月光仮面』で世の中を明るくした」ことを意味している。

## エピソード
- 自宅に帰宅すると台本に線を引き、早撮りの工夫を考えていた[11]。
- 1965年の『丹下左膳』当時のインタビューで、「テレビではスポンサーがあるので芸術家気取りは許されない。僕は実績を積み重ねるだけです」と述べている[1]。
- 漫画収集が趣味で、特に白土三平や望月三起也を愛好していた[3]。
- 『マグマ大使』では、船床がズームレンズを多用することが多く、本編と特撮が繋がらなくなることが増えたため、特撮監督の小嶋伸介が「早く帰って来るだけが撮影じゃないでしょう。徹夜して撮影している特撮スタッフのことも考えてほしいです」と苦言を呈した。それに対して船床は「今までそのようなことを言って来た奴はいない。その通りだよ」と答え、以後は快く注文に応じてくれたと小嶋は術懐している[12]。
- 『怪獣王子』では、監督を務める予定だったが、クランクイン直後に降板している。詳細は怪獣王子#相次ぐトラブルを参照。
- 『ガッツジュン』では、前番組『柔道一直線』の好評を受けて野球をデフォルメした演出が行われたが、船床は野球については詳しく無く野球ファンからも不評だったため、監督を交代して路線変更するに至った[13]。
- 『ガッツジュン』にゲスト出演した潮哲也[14]は、野球の経験が無く下手投げしか出来なかったため、船床に相談した上で投球練習をした結果、走行中の電車の窓ガラスを割ってしまった。しかし大きな問題になることもなく、潮は撮影後に船床から「非常に良いから、諦めないで頑張りなさい」と声を掛けられたことが嬉しかったと述懐している[15]。

## 演出作品

### テレビ
- 月光仮面（1958年）
- 豹の眼（1959年）
- 快傑ハリマオ（1960年）
- 黒いパトカー（1961年）
- 恐怖のミイラ（1961年）[注釈 2]
- 隠密剣士（1962年）
- 風雲真田城（1964年）
- 新・隠密剣士（1965年）
- 丹下左膳（1965年）
- 快傑黒頭巾（1966年）
- マグマ大使（1966年）
- まぼろし城（1968年）
- 風来坊（1968年）
- 水戸黄門（1969年）
- 鬼平犯科帳（1969年）
- 青春太閤記 いまにみておれ!（1970年）
- ガッツジュン（1971年）
- 弥次喜多隠密道中（1971年）
- 荒野の素浪人（1972年）

### 映画
- 隠密剣士（1964年）
- 続・隠密剣士（1964年）
- 大忍術映画 ワタリ（1966年）

### パイロットフィルム
- 豹マン（1967年）